# Austroaleurodicus pigeanus
Austroaleurodicus pigeanus es un hemíptero de la familia Aleyrodidae, con una subfamilia: Aleyrodinae.
Fue descrita científicamente por primera vez por Baker & Moles en 1921.